# Nea Chalkidon
Nea Chalkidon este un oraș în Grecia.